# And the Beat Goes On
And the Beat Goes On is een nummer van de Amerikaanse band The Whispers uit 1979. Het is de vierde single van hun titelloze negende studioalbum.
"And the Beat Goes On" is een vrolijk nummer waarin de ik-figuur zingt dat hij over zijn relatiebreuk heen is gekomen, en inziet dat er ook mooie dingen in het leven zijn. Hoewel The Whispers al bestaan sinds 1964, werd deze plaat uit 1980 pas hun eerste hit. Het bereikte de 19e positie in de Amerikaanse Billboard Hot 100. Ook in Europa werd het nummer een bescheiden hit. In de Nederlandse Top 40 bereikte het de 26e positie, terwijl het de Vlaamse Radio 2 Top 30 nog net haalde met een  30e positie pakte.

## Samples en andere versies
- In 1987 werd een nieuwe versie van het nummer uitgebracht. Deze flopte in Nederland, maar was in Vlaanderen met een 27e positie in de Radio 2 Top 30 succesvoller dan het origineel.
- Will Smith samplede het nummer in 1998 in zijn hit Miami